# Glan-Blies-Radweg
Der Glan-Blies-Radweg ist ein 128 km langer internationaler Radfernweg. Er beginnt in Saargemünd in Frankreich und durchquert das Saarland entlang der Blies. Dem Verlauf des Glan folgend, führt er bis nach Staudernheim an der Nahe in Rheinland-Pfalz.

## Streckenverlauf
Der Radweg beginnt am Nahe-Radweg. Vorbei an Kloster Disibodenberg erreicht man über Odernheim am Glan und Meisenheim das Kuseler Musikantenland. In der Veldenzstadt Lauterecken besteht Bahnanschluss und die Möglichkeit, auf den Lautertal-Radweg nach Kaiserslautern zu wechseln. Wenige Kilometer weiter passiert man Offenbach-Hundheim mit der ehemaligen Benediktinerprobsteikirche St. Maria. Weiter geht es zunächst in südwestlicher, dann in südlicher Richtung nach Altenglan. Bei Altenglan hat man Anschluss an den Fritz-Wunderlich-Weg, der über Kusel auf einer ehemaligen Bahntrasse nach Freisen führt. Zwischen Altenglan und Staudernheim besteht die Möglichkeit, das Glantal auf rund 40 km auf einer Fahrraddraisine zu erkunden. Im weiteren Verlauf führt der Radweg rund zwei Kilometer neben der Bundesstraße.

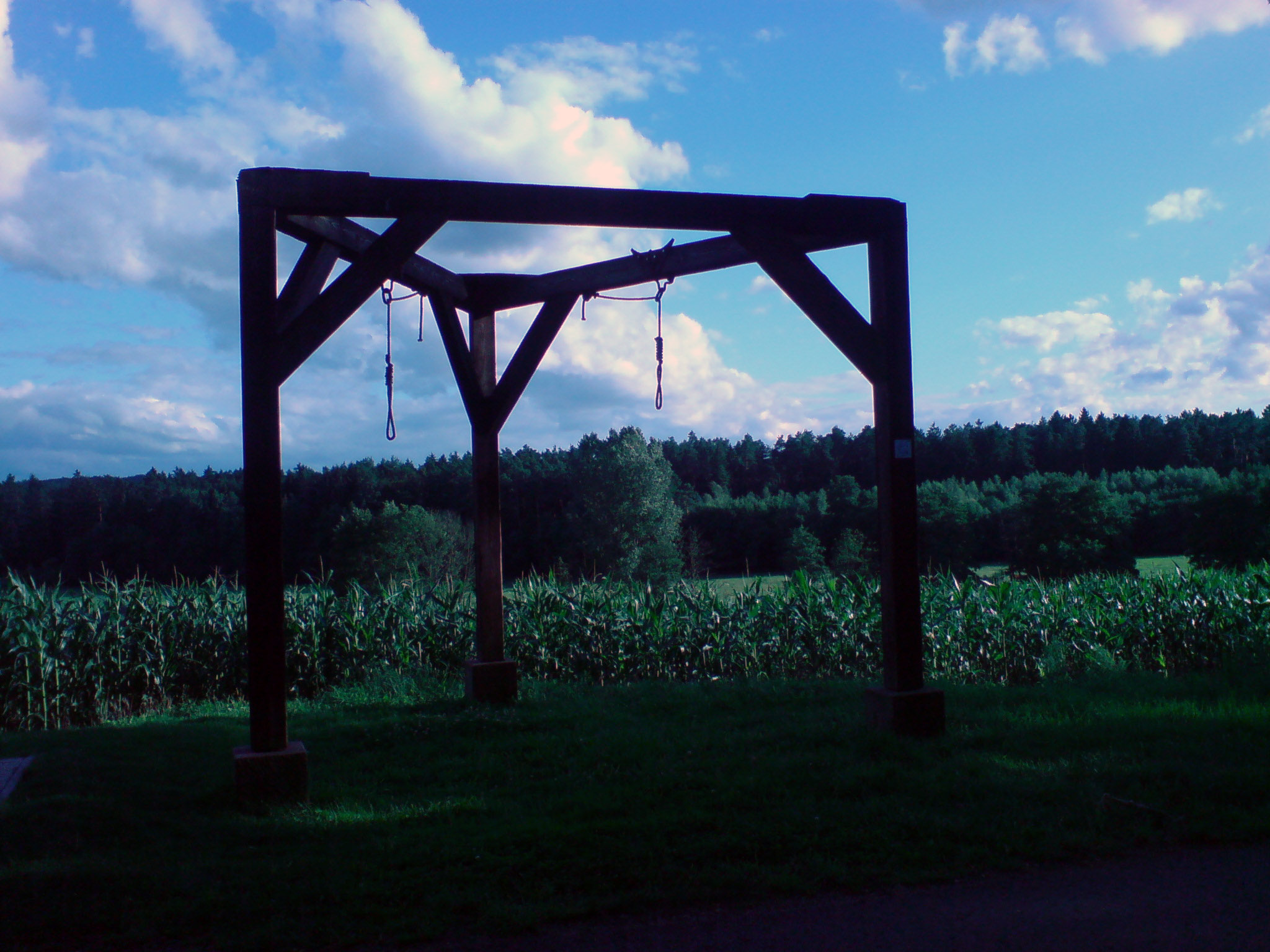
Nachbildung des historischen Kübelberger Galgens in Sand am Glan-Blies-Radweg

Zwischen Glan-Münchweiler und Niedermohr kann man auf den Barbarossa-Radweg abzweigen, der durch die Nordpfalz bis nach Worms führt. Ab Glan-Münchweiler führt der Weg auf der alten Eisenbahntrasse der Glantalbahn über Nanzdietschweiler mit der alten Waschanlage und der noch erhaltenen Mühle aus dem Jahr 1884 durch den Elschbacher Tunnel. Weiter geht es am Ohmbachsee vorbei nach Schönenberg-Kübelberg, wo der denkmalgeschützte Bahnhof passiert wird. Als Nächstes führt der Weg an Waldmohr mit seiner Moormühle und dem Eichelscheiderhof vorbei. Hier verlässt man die Bahnstrecke und es geht über Radwege weiter nach Homburg.
Hier kann man neben der Altstadt auch die Burgruine Hohenburg und die größten Buntsandsteinhöhlen Europas besichtigen. Ab Beeden verläuft der Weg entlang der Blies durch das Biosphärenreservat Bliesgau. In Wörschweiler lohnt sich ein Abstecher zur Klosterruine oder über die Blies nach Schwarzenacker zum Römermuseum. Im weiteren Verlauf gelangt man nach Blieskastel mit seiner barocken Altstadt. Nun verläuft der Weg auf dem ehemaligen Bahndamm der Bliestalbahn. Als letzte Station auf deutschem Boden kommt der Europäische Kulturpark Bliesbruck-Reinheim mit einem keltischen Fürstinnengrab und Siedlungsresten aus der Römerzeit. Hier wird die deutsch-französische Grenze überschritten und man gelangt zum Ende des Weges nach Saargemünd (frz. Sarreguemines) an der Mündung der Blies in die Saar.
In Saargemünd hat der Glan-Blies-Weg Anschluss nach Norden an den Saar-Radweg, der zwischen Saargemünd und Völklingen parallel mit dem Saarland-Radweg verläuft. Nach Süden besteht Anschluss an den Radweg am Saarkanal und damit an das französische Radwegenetz.

## Beschilderung und Wegbeschaffenheit
Der Zweiflüsse-Weg ist durchgängig ausgewiesen. Die Beschilderung entlang des Weges enthält Entfernungs- und Zielangaben sowie das Wege-Logo. Das mehrfarbige Logo zeigt einen winkenden Radfahrer und trägt den Schriftzug „Glan-Blies-Weg“. Die Strecke verläuft überwiegend auf asphaltierten Forst-, Wirtschafts- und Radwegen.